# Колледж-Плейс (Вашингтон)
Колледж-Плейс (англ. College Place) — місто (англ. city) в США, в окрузі Валла-Валла штату Вашингтон. Населення — 9902 особи (2020).

## Географія
Колледж-Плейс розташований за координатами 46°2′35″ пн. ш. 118°23′13″ зх. д. / 46.04306° пн. ш. 118.38694° зх. д. (46.043011, -118.386932).  За даними Бюро перепису населення США в 2010 році місто мало площу 6,90 км², уся площа — суходіл.

## Демографія
Згідно з переписом 2010 року, у місті мешкало 8765 осіб у 3523 домогосподарствах у складі 2096 родин. Густота населення становила 1271 особа/км².  Було 3764 помешкання (546/км²).
Расовий склад населення:
| - 85,7 % — білих - 1,9 % — азіатів - 1,6 % — чорних або афроамериканців - 0,7 % — корінних американців - 0,3 % — вихідців з тихоокеанських островів - 6,8 % — осіб інших рас |

До двох чи більше рас належало 3,1 %. Частка іспаномовних становила 18,5 % від усіх жителів.
За віковим діапазоном населення розподілялося таким чином: 18,6 % — особи молодші 18 років, 63,4 % — особи у віці 18—64 років, 18,0 % — особи у віці 65 років та старші. Медіана віку мешканця становила 32,8 року. На 100 осіб жіночої статі у місті припадало 92,7 чоловіків;  на 100 жінок у віці від 18 років та старших — 88,2 чоловіків також старших 18 років.
Середній дохід на одне домашнє господарство  становив 51 247 доларів США (медіана — 42 704), а середній дохід на одну сім'ю — 58 940 доларів (медіана — 53 234). Медіана доходів становила 48 194 долари для чоловіків та 36 398 доларів для жінок. За межею бідності перебувало 17,2 % осіб, у тому числі 25,4 % дітей у віці до 18 років та 8,5 % осіб у віці 65 років та старших.
Цивільне працевлаштоване населення становило 4741 осіб. Основні галузі зайнятості: освіта, охорона здоров'я та соціальна допомога — 36,9 %, роздрібна торгівля — 17,7 %, мистецтво, розваги та відпочинок — 9,4 %, виробництво — 5,6 %.